# Carnaval en el Perú
El carnaval en el Perú es una fiesta y celebración pública que tiene lugar días antes de la cuaresma católica por lo cual es una fiesta movible, que a lo largo del Perú tiene diversas manifestaciones locales que hacen distinto de lugar en lugar, pero que tienen en común el sentido lúdico y alegre de la festividad.
En el Perú los carnavales van acompañados con el juego con agua, harina, talco y/o pinturas, y en algunas zonas van acompañadas de danzas folclóricas, y tradiciones cristianas.

## Historia

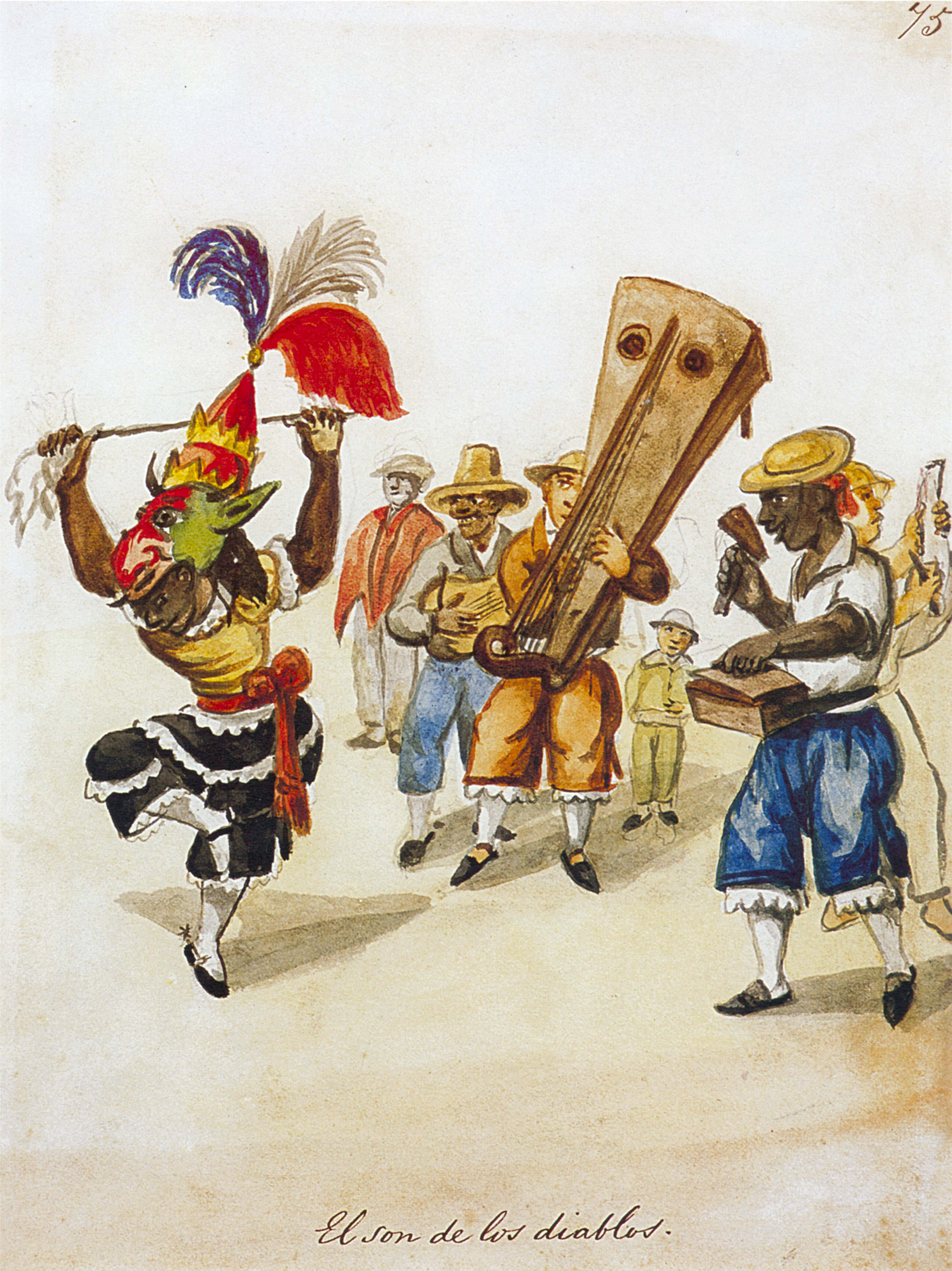
Son de los diablos, danza de carnestolendas en Lima durante el

La festividad llegó al Perú con los primeros cristianos, pero por el proceso de aculturación y sincretismo religioso, el carnaval empezó a tomar características propias.
Durante la época republicana fue tal la popularidad y el salvajismo de los carnavales que se inició una represión a esta celebración. Durante el siglo XIX algunos viajeros describieron los carnavales limeños como una mezcla de salvajismo y alegría sin límites, en donde eran comunes el arrojar agua desde los balcones o lanzar globos llenos con agua o perfume según sea la clase a la que pertenezcan. También existieron crónicas que hablaban de que en el carnaval entre 1860 y 1874 era común ver escenas con heridos y aún muertos durante los tres días que duraba la fiesta.
Los carnavales fueron descritos también como un puente para la satirización de las autoridades por parte de la población, esto a través de las máscaras que fueron prohibidas a nivel nacional. Estas máscaras y satirizaciones fueron vistas por las autoridades como una falta de respeto por las jerarquías. Era común que en los carnavales hasta los policías fueran víctimas de los chorros de agua.

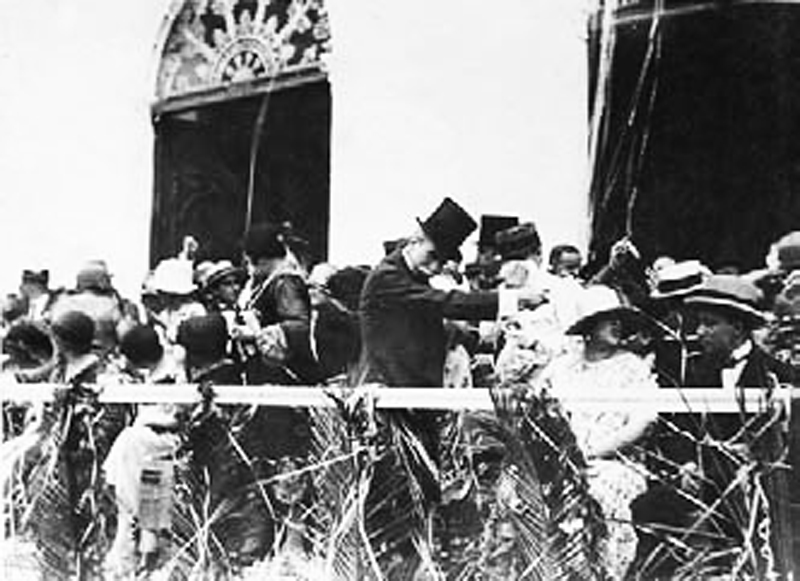
Augusto B. Leguía lanzando un chorro de agua en los
carnavales de 1926.

Esta situación fue cambiando hacia finales del siglo XIX cuando a propuesta de Ricardo Dávalos se propuso un carnaval organizando fiestas y paseos públicos, siguiendo los modelos de Argentina e Italia.  Para 1920 con el gobierno de Augusto B. Leguía el carnaval fue cambiando y fueron comunes los pasacalles con carros alegóricos en donde la élite se lucía elegantemente vestida, este tipo de carnaval fue impuesto en las principales ciudades del país y en Lima duró hasta los años 50.
Aunque en los barrios del Perú continuó el espíritu de alegría y lujuria desbordante de los carnavales, todo esto fue configurado nuevamente por el fenómeno de migración del campo a la ciudad con lo cual la población andina trajo las costumbres propias de sus diversos carnavales a las principales ciudades del Perú.
Las costumbres andinas de los carnavales descienden de las celebraciones por las lluvias en el mes de febrero, por lo cual las danzas son inseparables de los festejos de los carnavales. En muchos pueblos del interior del país todavía prevalecen cultos hacia apus y el pago a la pachamama durante el carnaval.
Más recientemente se ha empezado a revalorar la festividad del carnaval tradicional andino proclamando 5 expresiones carnavalezcas como patrimonio cultural de la nación, estas son:
- El carnaval ayacuchano, proclamado patrimonio cultural de la nación el 4 de diciembre de 2003.
- El carnaval de Santiago de Pupuja, proclamado patrimonio cultural de la nación el 10 de septiembre de 2010.
- El Carnaval de San Pablo en el departamento de Cusco, proclamado patrimonio cultural de la nación el 27 de septiembre de 2010.
- El Carnaval de Abancay, proclamado el 7 de marzo de 2011.
- El Carnaval de Marco en el departamento de Junín, proclamado el 9 de marzo de 2011.
- El Carnaval jaujino en la provincia de Jauja, departamento de Junin proclamado el 19 de noviembre del 2018.

## Expresiones costumbristas del carnaval en el Perú

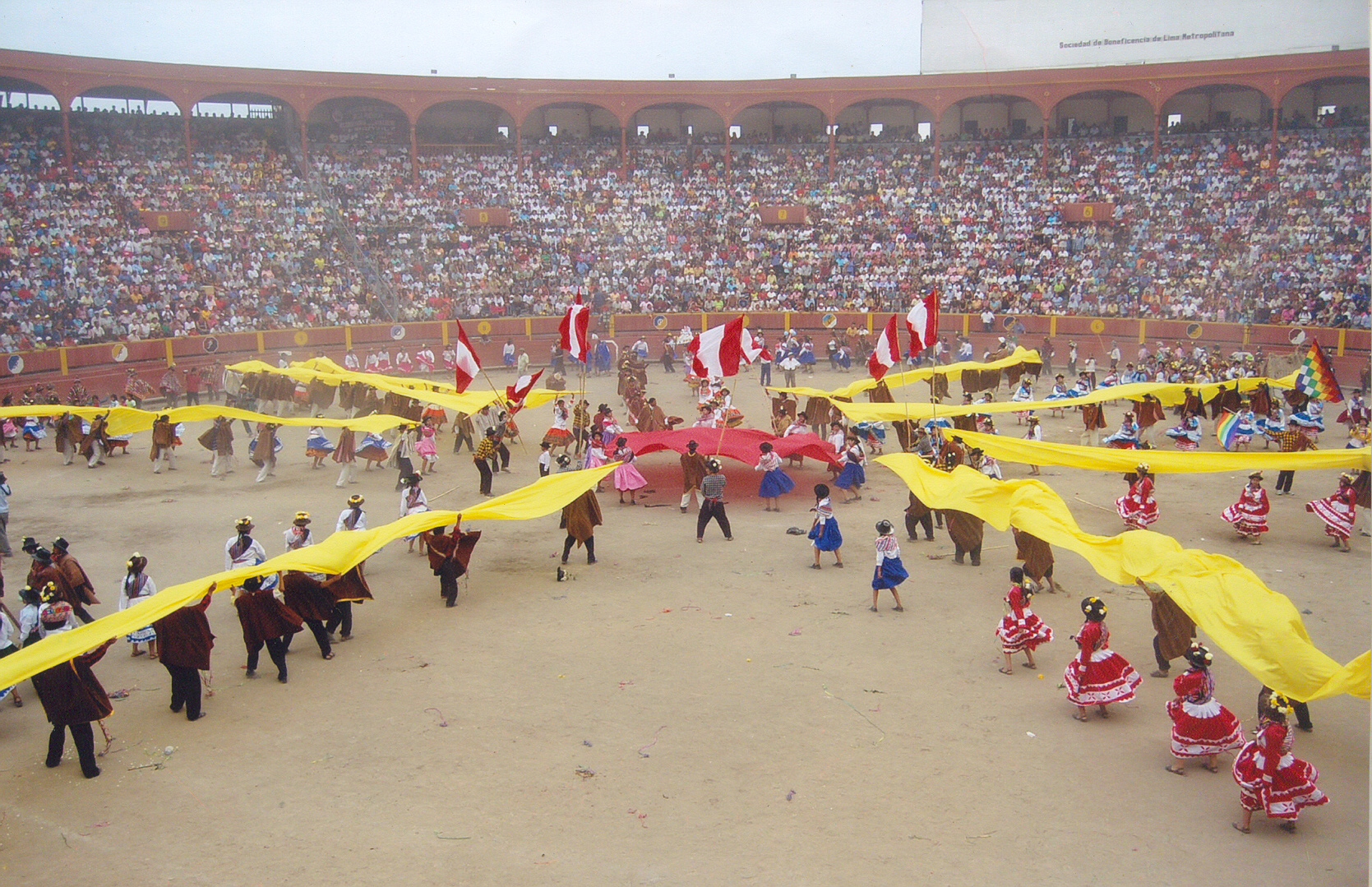
Concurso de carnaval ayacuchano en la Plaza de Acho - Lima

Las costumbres de carnestolendas más extendida en el Perú es el derribar un árbol ataviado de regalos, esta práctica es acompañada por bailarines que generalmente giran alrededor del árbol bailando acompañados de música; posteriormente cada bailarín o pareja golpea el árbol con un hacha tratando de cortarlo turnándose para hacerlo, finalmente cuando el árbol es derribado los niños y adultos se abalanzan a este árbol que por lo general lleva regalos distintos de acuerdo a la zona en donde se realiza este acto. La práctica recibe diversos nombres de acuerdo a la zona, puede ser "cortamonte", "yunza", "humishas", "unshas", etcétera de definiciones.
El juego con agua es generalizado en todo el Perú, y se extiende por varios días, desde el siglo XX esta práctica se ejecuta llenando globos con agua o baldes, persiguiendo a los pobladores hasta mojarlos; antiguamente se hacían con huevos llenos de agua. En el Perú los hombres mojan y pintan a las mujeres y viceversa, en juegos que también incluyen la pintura, talcos, añilinas, betunes o incluso barro.
Estas festividades tienen un matiz especial, en la que se entremezclan con lo natural, con lo sobrenatural; lo religioso con lo pagano; lo terrenal con lo cósmico. Sus orígenes en los pueblos de la antigüedad, provienen de una mezcla de festividades y ritos en honor a la tierra, los animales y plantas. Eran amantes de la naturaleza, a la que consideraban como una divinidad. De tal forma, cada pueblo fue desarrollando su propia identidad y forma de expresarla.

## Carnavales por departamento

### Amazonas
Los árboles que se adornan en los carnavales se denominan humishas en el departamento de Amazonas; una característica de las humishas es su decoración con quitasueños, espejos, cadenetas e incluso animales vivos. Las parejas bailan alrededor formando pandillas, que por lo general son 2, cada pandilla con un gran número de bailarines.

### Ancash
Las escenas lúdicas con agua y pintura, además de la práctica del cortamontes está extendida por todo el departamento. Una práctica particular en la zona andina de Áncash es el velatorio de cruces.
- En el área rural los juegos empiezan en el 30 de noviembre con el juego de agua: laqchinakuy; también se estila el embadurnamiento con pintura, llukiy; lanzamiento de ranpuchka( fruto de la papa) a una joven; el despertar con ortiga, shinwá astikuy; el cortamonte hacha walluy, ver Ancash enciclopedia de Víctor Unyén (2011).

### Apurimac
En el departamento de Apurimac prácticamente todos los pueblos y caseríos tienen sus propias celebraciones carnavalezcas, pero todas estas manifestaciones bien pueden resumirse en dos: el carnaval abanquino y el carnaval andahuaylino, estos carnavales se festejan de 3 a 8 días.
En el departamento de Apurímac se denomina comparsa o pandilla a los grupos que bailan por las calles durante el carnaval. Estos carnavales van acompañados musicalmente de guitarras, quenas, tinyas y cascabeles; y por lo general los conjuntos musicales ejecutan quenas de diferentes tesituras a la vez.
En las zonas más altas del departamento las danzas representan manifestaciones como la ganadería, agricultura y relaciones de pareja. En Abancay y Andahuaylas también es generalizada la yunza o cortamonte. La música del carnaval en Apurímac tiene un ritmo característico.
Además de los juegos con agua, talco y pinturas; es común la práctica del secollo que es un juego a manera de duelo con látigos. También es típico el paki que es una lucha a puño cerrado en el cual se golpea el antebrazo del oponente.

### Arequipa
La composición del carnaval arequipeño es la canción identificativa de Arequipa. En el balneario de Mejía, salen los populares caperos En gastronomía también se encuentran las llamadas empanadas que en un inicio fueron puesta a la venta por la Señora Elena Valencia que inspiró a qué continuará el comercio la Señora Victoria. En la ciudad de Arequipa, y pueblos cercanos que se festejan los carnavales con un gran corso con desfile de carros alegóricos, además de la elección de la reina del carnaval y concurso de bailes folclóricos, además se toma dos semanas de fiesta.

### Ayacucho
En el departamento de Ayacucho los carnavales se caracterizan por los cortamontes, las comparsas y las araskaskas. En las zonas más altas se realiza el sejollo o seqollo.
Los grupos de comparsas, de esta festividad, salen en forma organizada por un jefe que va delante de la comparsa, cantando y bailando por las calles de la ciudad con instrumentos musicales como la guitarra, quena, mandolina, etc. Su vestimenta o indumentaria está compuesta por disfraces de diversos tipos de vestidos multicolores, destacando entre ellos, el traje típico de Huamanga.
El carnaval ayacuchano fue declarado Patrimonio Cultural de la Nación por el Instituto Nacional de Cultura del Perú.

### Cajamarca
En el departamento de Cajamarca es común que se formen grupos llamados patrullas, estas patrullas recorren las calles bailando vestidos con trajes multicolores y máscaras; destacando el personaje del virrey quien es el encargado de dirigir a la patrulla, esta festividad es conocida como "Concurso de Patrullas y Comparsas"; la cual se realiza un día antes del muy conocido CORSO, el cual es conocido por su colorido y que las patrullas, comparsas, carros alegóricos, reinas de belleza y más salgan a recorrer las calles de Cajamarca.
A los grupos con el mismo disfraz se le denomina comparsa y además de bailar juegan con agua, pintura, betún, entre otros.
El primer día es llamado "Entrada del Ño Carnavalón", este día es muy conocido por ser una fiesta llena de color, pues los cajamarquinos recorren las calles de Cajamarca jugando con pintura, música y más.
En el departamento de Cajamarca al árbol adornado que se derriba en carnavales se le denomina unshas y por lo general son capulís adornados con frutas y regalos, una de las tradiciones más conocidas en el carnaval de Cajamarca, es que cada barrio tenga su propio árbol (unsha) de celebración, que al llegar la media noche será tumbada por los vecinos, para llevarse con ellos los regalos, frutas, etc.
El último día del carnaval de Cajamarca se lleva a cabo un concurso de viudas, en el que hombres disfrazados actúan con el papel de viuda.
La ciudad de Cajamarca es conocida como la capital del carnaval peruano.

### Huánuco
La festividad en Huánuco la preside Don Calixto, un personaje que aparece en los carnavales y que acompaña a los cortamontes.

### Ica
Luego del miércoles de ceniza se realizan las yunzas o cortamontes, que tienen la particularidad de realizarse de noche, el árbol elegido suele ser un sauce o cinamomo y se le adorna con cadenetas, espejos, faroles de papel, frutas y regalos. Las parejas bailan alrededor del árbol turnándose para dar hachazos al árbol, antes de dar el hachazo la pareja brinda con cachina, pisco o vino.
La pareja que tumba el árbol recibe atenciones pues esto simboliza buena suerte en el año, además se comprometen a organizar la fiesta del año siguiente, convirtiéndose en mayordomos.
Las yunzas se realizan durante 4 fines de semana después del miércoles de ceniza.

### Junín
En Junín se destacan el Carnaval Jaujino y el Carnaval Marqueño, ambos de la provincia de Jauja. El carnaval Jaujino presenta dos fases a saber: la traída y el cortamonte, esta última se caracteriza por su elegancia y algarabía, donde las parejas bailan al son de una sinfonía o banda de músicos que usan trompetas, clarinetes, platillos, tarolas y un bombo. Por otro lado, el carnaval Marqueño por otro lado es distintivo en el valle de Yanamarca, especialmente en el distrito de Marco, donde se lleva a cabo un concurso en el que cada barrio demuestra su alegría al ritmo de tinya y la wajla, es en verdad un ambiente muy festivo.

### La Libertad
El más representativo es el Carnaval de Julcán.

#### Carnaval de Julcán
Esta celebración elaborada desde 2005 está vinculada directamente a la actividad agrícola, es allí donde nace, después de culminada la labor los agricultores del antiguo Perú le agradecían a la madre tierra (Pachamama), rindiéndole culto, poniendo en práctica un ritual pagano asociado a la fertilidad; es decir, la unión del hombre y la mujer y la reproducción de estos, asociado a la cosecha de la papa. Los agricultores, después de culminada la faena, enterraban un nogal sobre la tierra, representando este ritual la unión entre el hombre y la mujer, ya que para el antiguo peruano durante este rito el nogal representaba el órgano sexual masculino y el suelo representaba el órgano sexual femenino y la unión de ambos representaba la fertilidad y la reproducción (el resultado de su cosecha). En 2009, se realiza la primera versión del gran Carnaval Julcanero, el cual ha logrado integrar a la comunidad local, a través de la activa participación de los barrios e instituciones organizados. Estos presentan diversas alegorías y comparsas, así como los palos cilulos costumbristas y modernos, en una sana competencia por demostrar cual es el mejor. Se escenifican costumbres como "El enamoramiento", "La amanzada" y "El compadrazgo".  Estas actividades van acompañadas de música con flauta y caja, chicha de jora, panes diversos, entre otros. A nivel provincial, este carnaval se ubica en la categoría Acontecimientos Programados dentro del Inventario de Recursos Turísticos de Julcán. Mientras que, a nivel regional es reconocido mediante Resolución Ejecutiva Regional N° 425-2015 – GRLL/PRE, de fecha 19 de febrero de 2015; la cual declara de Interés Turístico Regional las celebraciones del carnaval Julcanero. A nivel Nacional, el Carnaval Julcanero está incluido en el Calendario Turístico de los carnavales del Perú, en el cual se ubica en el séptimo lugar de la zona norte. Además de ser considerado un atractivo turístico por parte del Ministerio de Comercio Exterior y Turismo (MINCETUR).

### Moquegua
En los pueblos moqueguanos practican el cortamonte acompañado de danzas folclóricas. Una particularidad de los carnavales en Moquegua es la tinka y el marcado del ganado en las zonas de mayor altitud en el departamento.

### Pasco
Aquí los carnavales van asociados a la festividad religiosa de San Santiago, esto se realiza el último domingo de Carnaval y su principal actividad es la marcación del ganado acompañado de danzas y música folclórica local. El instrumento que acompaña esta música es la tinya, junto con pitos y cuernos. Esta celebración se extiende hasta el denominado Viernes de ceniza.
El viernes de ceniza se entierran los pedazos de orejas cortadas al ganado durante la marcación, esto va acompañado de un ritual en el cual se agradece a la pachamama con chicha, aguardiente y coca.

### Puno
En el Departamento de Puno destaca la pandilla puneña, danza exclusiva de los carnavales que se ejecutaba ya desde antes de 1880. Para los ciudadanos de Puno, la pandilla es una danza muy especial que no se incluye en los concursos de carnaval, sino más bien tiene concursos exclusivos de pandilla. Otras danzas autóctonas asociadas al carnaval en Puno son los q'ajelos, la wifala, las tarkeadas, chacalladas, pinkilladas, el tokoro, las ch'ullas, kashuas, mohoceñadas, entre otras.
En el caso del q'ajelo, k'ajelo o karabotas, es una danza de carnestolendas en las zonas de pastoreo en la cual los hombres representan el rapto de las mujeres.
La wifala o wiphala, es una danza de carnaval que se divide en 3 partes: la pandilla, la guerra y el cacharpari; esta danza es acompañada musicalmente por un grupo de pinkillos.
El carnaval de Arapa, es otra de las danzas símbolos del carnaval originaria de los alrededores de la laguna de Arapa, al norte de la ciudad de Puno, específicamente en la provincia de Azángaro. Es una danza erótica y agrícola que rinde culto al amor, la fecundidad y la pachamama. También destacan la danza del carnaval de Qopamayo y el carnaval de Santiago de Pupuja fue declarado por el INC como patrimonio cultural de la nación peruana.

### San Martín
En el departamento de San Martín la población baila en grupos denominados pandillas, estos se disfrazan y bailan alrededor de la humsha. El que corta la humsha organizará la fiesta del próximo año. Destacan las celebraciones de Rioja con fiestas costumbristas en cada barrio que suelen terminar el miércoles de ceniza con el velorio y lectura del testamento del "Ño Carnavalon". Pero Rioja es considerada la capital del carnaval en el departamento de San Martín.En Moyobamba se realizan bailes típicos denominados "Tahuampa Baile"; además de concursos de comparsas entre barrios e instituciones, se baila "La Pandilla" que es una danza local, alegre y espontánea alrededor de una palmera trenzada y adornada que se llama "Humisha". En este departamento también se destaca el carnaval de Lamas, diferenciándose las celebraciones mestizas y las indígenas.

### Tacna
En el departamento de Tacna destacan las anatas, tarkadas y orquestas. Aunque en algunas zonas de la provincia de Tarata (Tarucachi y Estique) aún pervive la danza de la bijuala, ejecutada por ancianos.
La zona andina de Candarave se caracteriza por formar grupos de danzantes llamados pandillas que bailan al ritmo de las tarkas y pitos, recorriendo las casas e invitando a los vecinos a integrarse a la fiesta.

### lamas
Lamas es una de las ciudades más antiguas del Oriente peruano su historia data más o menos desde los años 1350 con la aparición de los Chankas, en estos territorios, quienes llegaron a Lamas a raíz de la persecución Inca.
La provincia de Lamas se creó mediante Ley Nº 7848 del 16 de octubre de 1933, en el gobierno del Presidente Óscar Raimundo Benavides.

## Capital
La capital de la provincia de Lamas es la ciudad de Lamas.

## Distritos de Lamas
La provincia de Lamas cuenta con 11 distritos. 
La provincia de Lamas es una de las diez que conforman el departamento de San Martín, bajo la administración del Gobierno regional de San Martín. Limita al norte con el departamento de Loreto, al este con la provincia de San Martín, al sur con la provincia de Picota y al oeste con la provincia de El Dorado y la provincia de Moyobamba.